# Okres Győr
Okres Győr (maďarsky:Győri járás) je okres v Maďarsku. Jeho správním centrem je město Győr.

## Sídla
| - Abda - Bőny - Börcs - Dunaszeg - Dunaszentpál - Enese | - Gönyű - Győr - Győrladamér - Győrújbarát - Győrújfalu - Győrzámoly | - Ikrény - Kisbajcs - Koroncó - Kunsziget - Mezőörs - Nagybajcs | - Nagyszentjános - Nyúl - Öttevény - Pér - Rábapatona - Rétalap | - Töltéstava - Vámosszabadi - Vének |